# Mohamed Hikal
Mohamed Hikal (* 10. Januar 1979) ist ein ägyptischer Boxer. Hikal war afrikanischer Meister 1998 und 2007, Gewinner der Afrikaspiele 1999 und 2003, Bronzemedaillengewinner der Weltmeisterschaften 2005 und viermaliger Teilnehmer an Olympischen Spielen (2000, 2004, 2008, 2012).

## Karriere

### Bis 2000
Sein erstes internationales Turnier bestritt Hikal 1997 bei den Militärweltmeisterschaften, bei denen er im Halbmittelgewicht (−71 kg) jedoch bereits im ersten Kampf gegen Gennadiy Khlokhistyn, Russland (22:7), ausschied. Genauso erging es ihm bei den Goodwill Games 1998, bei denen er an Gaidarbek Gaidarbekow, Russland (8:1), scheiterte, jedoch gewann er im selben Jahr die afrikanischen Meisterschaften mit einem Finalsieg über Adbelghani Kinzi, Algerien.
Auch die Panafrikanischen Spiele 1999 konnte er mit einem Finalsieg über Osumanu Adama, Ghana, gewinnen. Mit diesem Erfolg hatte er sich auch für die Olympischen Spiele 2000 qualifiziert, scheiterte hier aber nach einem Sieg über In Joon Song, Südkorea (16:5), im Viertelfinale am späteren Bronzemedaillengewinner Pornchai Thongburan, Thailand (15:9).

### 2001–2004
2001 gewann Hikal bei den Spielen der Frankophonie die Silbermedaille und schied bei den Mittelmeerspielen im Viertelfinale aus.
Bei den Weltmeisterschaften 2003 verlor Hikal, nach einer Reform der Gewichtsklassen nun im Weltergewicht (-69 kg) startend, seinen ersten Kampf gegen Vadim Mezga, Belarus (21:14). Im selben Jahr errang er auch die Goldmedaille bei den ersten und einzigen Afro-Asian Games und bei den Afrikaspielen. Dieser Titel bedeutete für Hikal die zweite Teilnahme an Olympischen Spielen, jedoch kam er nach einem Sieg über Basharmal Sultani, Afghanistan (40:12), und einer knappen Niederlage gegen den Titelverteidiger und späteren Bronzemedaillengewinner Oleg Saitow, Russland (18:17), nicht über das Achtelfinale hinaus.

### 2005–2008
2005 feierte Hikal seinen größten Erfolg: Nachdem er im Mittelgewicht (−75 kg) bereits die Mittelmeerspiele gewonnen hatte, errang er bei den Weltmeisterschaften die Bronzemedaille. Er schlug dabei Alexander Brand, Kolumbien (30:9), Gennadi Golowkin, Kasachstan (27:21), und Javid Taghiev, Aserbaidschan (34:20), bevor er im Halbfinale an Ismail Sillach, Ukraine (28:22), scheiterte.
2007 begann für Hikal mit dem Gewinn der Panarabischen Meisterschaften und der Afrikanischen Meisterschaften. Schlechter lief es aber diesmal bei den Afrikaspielen, als er in der Vorrunde gegen den späteren Goldmedaillengewinner Nabil Kassel, Algerien (17:15), ausschied und auch die anschließenden Weltmeisterschaften waren für ihn nicht von Erfolg gekrönt: Hikal verlor den ersten Kampf gegen Dariusz Sęk, Polen (17:11). Das Jahr endete mit dem Gewinn den Panarabischen Spiele.
Da Hikal seine Leistung bei den entscheidenden Wettkämpfen, also den Panafrikanischen Spielen und den Weltmeisterschaften nicht hatte abrufen können, musste er, um sich für die Olympischen Spiele 2008 zu qualifizieren, am Olympiaqualifikationsturnier in Algier teilnehmen, welches er mit einem Finalsieg über den Silbermedaillengewinner der Panafrikanischen Spiele 2007 Ahmed Saraku, Ghana (11:4), gewann. Bei seiner damit dritten Teilnahme an Olympischen Spielen scheiterte Hikal im ersten Hikal an James DeGale, England (13:4).

### 2009–2012
In den Jahren nach den Olympischen Spielen 2008 nahm Hikal an keinen internationalen Meisterschaften teil. Erst 2011 tauchte er wieder auf den Ergebnislisten auf und gewann die Panarabischen Spiele. Bei den Weltmeisterschaften im selben Jahr schied er jedoch nach einem Sieg über Kaupo Arro, Estland (12:3), in der Vorrunde gegen Darren O’Neill, Irland (15:13), aus.
Um sich trotzdem für die Olympischen Spiele 2012 zu qualifizieren, nahm Hikal 2012 am afrikanischen Olympiaqualifikationsturnier in Casablanca teil, belegte den 5. Platz und konnte sich damit qualifizieren. Bei seinen vierten Olympischen Spielen in Folge verlor Hikal seinen ersten Kampf gegen Soltan Migitinov, Aserbaidschan (20:12).
| Personendaten    | Personendaten     |
| ---------------- | ----------------- |
| NAME             | Hikal, Mohamed    |
| KURZBESCHREIBUNG | ägyptischer Boxer |
| GEBURTSDATUM     | 10. Januar 1979   |